# Baileychlor
Das Mineral Baileychlor ist ein selten vorkommendes Schichtsilikat (Phyllosilikat) aus der Mineralklasse der „Silikate und Germanate“ mit der chemischen Zusammensetzung (Zn,Fe2+,Al,Mg)6[(OH)2|(OH)6|(Si,Al)4O10]. Baileychlor ist damit chemisch gesehen bei idealisierter Zusammensetzung ein Zink-Silikat mit zusätzlichen Hydroxidionen. Die in den runden Klammern angegebenen Elemente Zink, Eisen, Aluminium und Magnesium sowie Silicium und Aluminium können sich dabei in der Formel jeweils gegenseitig vertreten (Substitution, Diadochie), stehen jedoch immer im selben Stoffmengenverhältnis zu den anderen Bestandteilen des Minerals. Baileychlor stellt zudem das Zinkendglied der Chloritgruppe dar.
Baileychlor kristallisiert im triklinen Kristallsystem und entwickelt meist feinkörnige oder faserige Mineral-Aggregate mit einem perlmuttähnlichen Glanz auf den Oberflächen. Baileychlorkristalle sind im Allgemeinen durchsichtig und von gelbgrüner bis dunkelgrüner oder auch hellblauer Farbe, wobei die Farbzentren auch zoniert auftreten können. Die Strichfarbe des eigenfarbigen Minerals ist hellgrün.

## Etymologie und Geschichte
Benannt wurde das Mineral zu Ehren des Leiters der Abteilung Geologie und Geophysik der University of Wisconsin–Madison, Professor Sturges W. Bailey (1919–1994). Der zweite Teil -chlor weist auf darauf hin, dass es ein Mitglied der Chloritgruppe ist.
Entdeckt wurde Baileychlor in Mineralproben aus der „Red Dome Mine“ in der Nähe der Ortschaften Chillagoe und Herberton im australischen Tablelands Regional Council. Die Analyse und Erstbeschreibung erfolgte durch Audrey C. Rule und Frank Radke, die ihre Untersuchungsergebnisse und den gewählten Namen 1986 zur Prüfung an die International Mineralogical Association (interne Eingangsnummer der IMA: 1986-056) sandte. Diese erkannte den Baileychlor als eigenständige Mineralart an.
Typmaterial des Minerals befindet sich im Smithsonian Institution (Register-Nr. NMNH 164430), im South Australian Museum (Register-Nr. 13592) und im Geologischen Museum der University of Wisconsin–Madison (Register-Nr. 6000/1).

## Klassifikation
Da der Baileychlor erst 1986 als eigenständiges Mineral anerkannt wurde, ist er in der letztmalig 1977 überarbeiteten 8. Auflage der Mineralsystematik nach Strunz noch nicht verzeichnet.
In der zuletzt 2018 überarbeiteten Lapis-Systematik nach Stefan Weiß, die formal auf der alten Systematik von Karl Hugo Strunz in der 8. Auflage basiert, erhielt das Mineral die System- und Mineralnummer VIII/H.23-050. Dies entspricht der Klasse der „Silikate“ und dort der Abteilung „Schichtsilikate“, wo Baileychlor zusammen mit Borocookeit, Chamosit, Cookeit, Donbassit, Franklinfurnaceit, Gonyerit, Jadarit, Klinochlor, Manandonit, Nimit, Pennantit und Sudoit die „Chloritgruppe“ mit der Systemnummer VIII/H.23 bildet.
Die von der International Mineralogical Association (IMA) zuletzt 2009 aktualisierte 9. Auflage der Strunz’schen Mineralsystematik ordnet den Baileychlor in die erweiterte Klasse der „Silikate und Germanate“, dort aber ebenfalls in die Abteilung „Schichtsilikate (Phyllosilikate)“ ein. Diese ist weiter unterteilt nach der Kristallstruktur, sodass das Mineral entsprechend seinem Aufbau in der Unterabteilung „Schichtsilikate (Phyllosilikate) mit Glimmertafeln, zusammengesetzt aus tetraedrischen und oktaedrischen Netzen“ zu finden, wo es zusammen mit Borocookeit, Chamosit, Cookeit, Donbassit, Franklinfurnaceit, Glagolevit, Gonyerit, Klinochlor, Nimit, Odinit, Pennantit und Sudoit die „Chloritgruppe“ mit der Systemnummer 9.EC.55 bildet.
In der vorwiegend im englischen Sprachraum gebräuchlichen Systematik der Minerale nach Dana hat Baileychlor die System- und Mineralnummer 71.04.01.06. Das entspricht ebenfalls der Klasse der „Silikate“ und dort der Abteilung „Schichtsilikatminerale“. Hier findet er sich innerhalb der Unterabteilung „Schichtsilikate: Schichten von sechsgliedrigen Ringen, abwechselnd 1:1, 2:1 und oktaedrisch“ in der „Chloritgruppe (Tri-Dioktaedrisch)“, in der auch Donbassit, Cookeit, Sudoit, Klinochlor, Nimit, Chamosit, Pennantit und Borocookeit eingeordnet sind.

## Kristallstruktur
Baileychlor kristallisiert triklin in der Raumgruppe C1 (Raumgruppen-Nr. 1, Stellung 2) oder C1 (Nr. 2, Stellung 3) mit den Gitterparametern a = 5,35 Å; b = 9,26 Å; c = 14,40 Å; α = 90°; β = 97,1° und γ = 90° sowie 2 Formeleinheiten pro Elementarzelle.

## Bildung und Fundorte
Baileychlor bildet sich an den Kanten von kolloiden Calcit-Adern innerhalb stark oxidierter Einstürze von Karst-Brekzien von Skarnen. Dort tritt es in Paragenese unter anderem mit Andesin, Granaten, Vesuvianit, zinkhaltigem Chamosit, Goethit, Hämatit, Chalkosin, gediegen Kupfer und Malachit auf.
Als seltene Mineralbildung konnte Baileychlor nur an wenigen Orten nachgewiesen, wobei weltweit bisher rund 20 Vorkommen dokumentiert sind (Stand 2024). In Australien fand man das Mineral außer an seiner Typlokalität „Red Dome Mine“ (Queensland) noch in der Lagerstätte Prairie Downs im Meekatharra Shire von Westaustralien sowie in der „Kara Mine“ und bei bodenkundlichen Untersuchungen in Zeehan auf Tasmanien.
Das für Österreich angegebene Vorkommen im Marmor-Steinbruch Malaschofsky bei Brunn am Walde (Gemeinde Lichtenau im Waldviertel, Niederösterreich) ist vermutlich falsch, da das als Baileychlor angesprochene Material einen für dieses Mineral untypisch hohen Magnesiumgehalt aufwies. Es könnte sich daher möglicherweise auch um ein neues, bisher unbekanntes Glied aus der Chloritgruppe handeln. Das untersuchte Material hatte der Sammler Erwin Löffler einem Mineralogenteam um Gerhard Niedermayr zur Verfügung gestellt.
In der Schweiz trat das Mineral in der Grube Lengenbach und in einem natürlichen Aufschluss am nahe gelegenen Messerbach (auch Mässerbach) bei Fäld im Binntal auf.
Weitere bisher bekannte Fundorte sind unter anderem
- in Europa:
  - die Steinbrüche La Caravantié und Le Rivet bei Peyrebrune in der französischen Gemeinde Montredon-Labessonnié (Okzitanien)
  - die Grube Christiana bei Agios Konstantinos (Lavreotiki) in Ostattika (Griechenland)
  - die Baryt-Fluorit-Grube Is Murvonis bei Domusnovas auf der italienischen Insel Sardinien
  - Mogadouro in Portugal
  - ein Straßenaufschluss (Ausbiss) bei Prullans in der spanischen Provinz Lleida (Katalonien)
  - Urangruben bei Háje u Příbramě und Vrančice in Tschechien

- Weltweit:
  - Rodeíto in der Provinz Córdoba (Argentinien)
  - die Kihabe-Prospektion im Ngamiland in Botswana
  - Antofagasta und Tierra Amarilla in Chile
  - der Steinbruch Poudrette in der kanadischen Provinz Québec
  - der Bergbaubezirk Santa Eulalia (Chihuahua) in Mexiko
  - die Tsumeb Mine in der Region Oshikoto in Namibia